# 13. stoljeće
◄ | 1. tisućljeće | 2. tisućljeće | 3. tisućljeće | ►
◄ | 11. stoljeće | 12. stoljeće | 13. stoljeće | 14. stoljeće | 15. stoljeće | ►
1200-ih | 1210-ih | 1220-ih | 1230-ih | 1240-ih | 1250-ih | 1260-ih | 1270-ih | 1280-ih | 1290-ih
13. stoljeće je je razdoblje od 1201. do  1300. godine.

## Glavni događaji i razvoji
- 1202. – 1204. Četvrti križarski rat
- 1202. - Križarska opsada Zadra
- 1209. – 1229. Albigenški rat
- 1212. - Dječji križarski rat
- 1217. – 1221. Peti križarski rat
- 1228. – 1229. Šesti križarski rat
- 1248. – 1254. Sedmi križarski rat
- 1270. – Osmi križarski rat

## Osobe
- Sveti Franjo Asiški (1181. – 1226.) – katolički svetac, osnivač franjevačkog reda
- Sveti Antun Padovanski (1195. – 1231.) – katolički svetac
- Džingis-kan (oko 1162. – 1227.) – osnivač Mongolskog Carstva

## Izumi i otkrića
- Vatreno oružje